# 莱拉和玛吉努

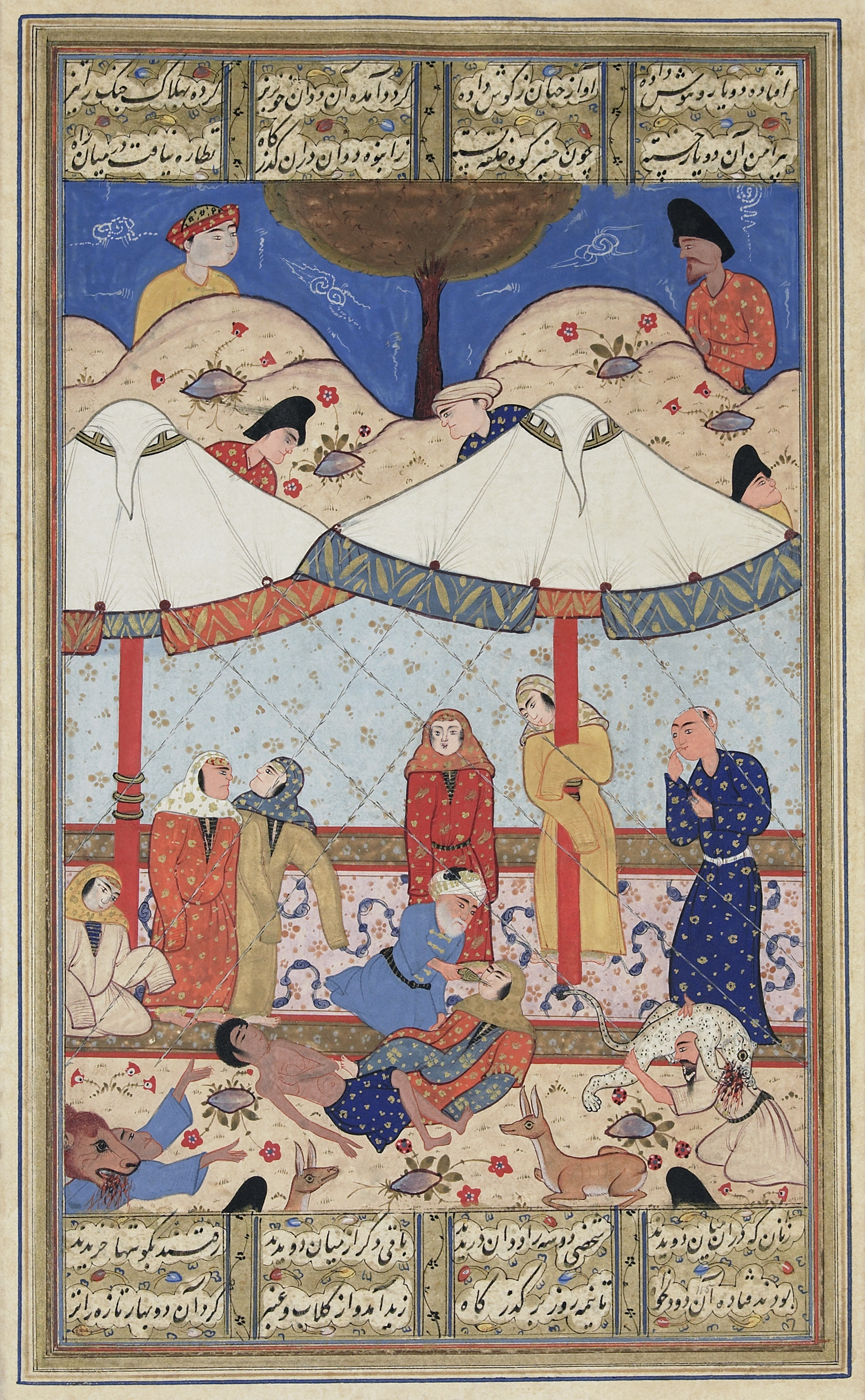
一幅创作于16世纪晚期，描绘内扎米版本故事的波斯细密画。在画中，莱拉与玛吉努见了最后一面，此后一直到2人离世，都没有再见过面。2人都已虚弱，玛吉努的年长信使设法使莱拉振作精神，而野生动物们则保护这对情侣不被不友好的入侵者打扰。

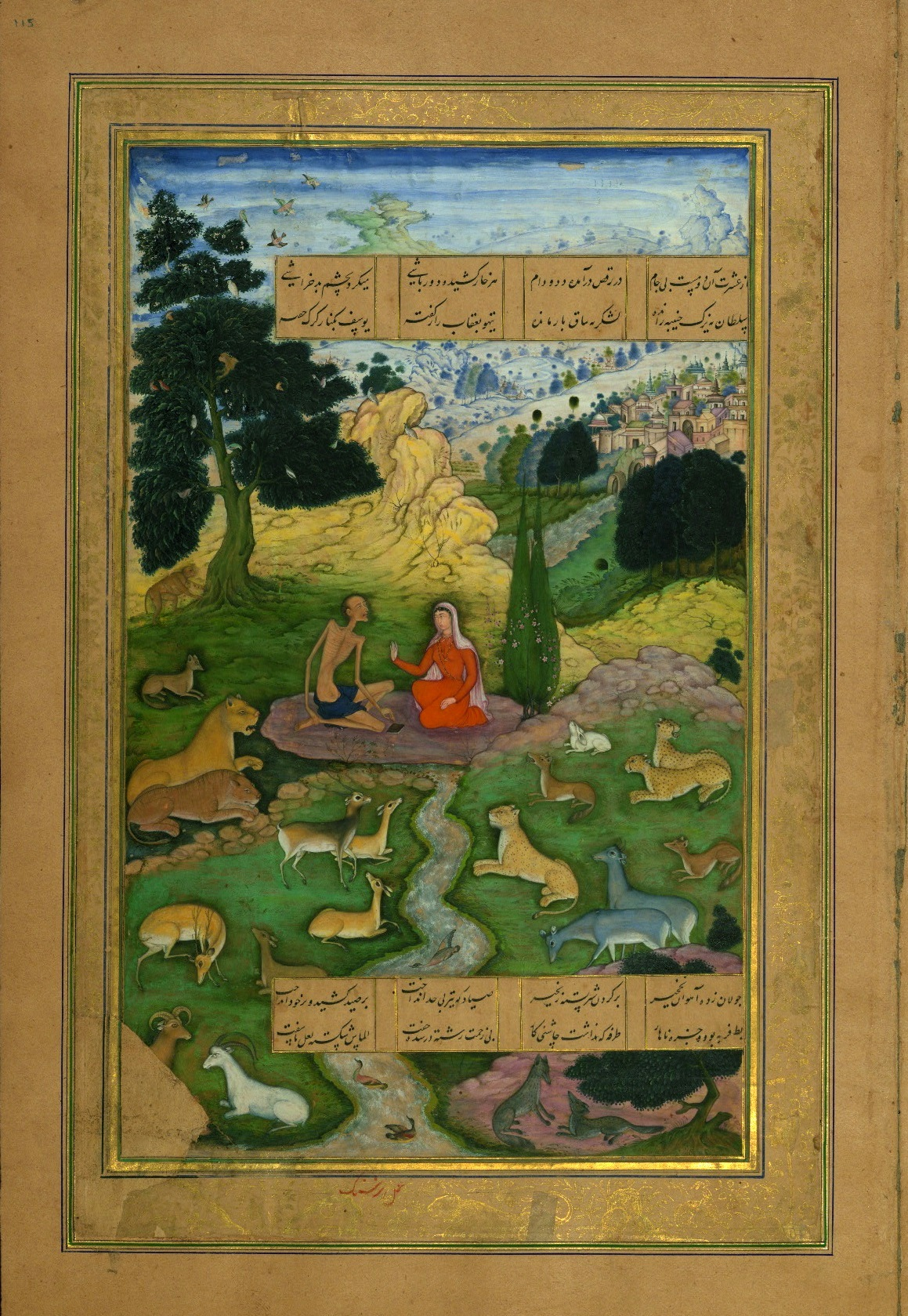
基于阿尔米·库斯罗版本所创作的莫卧儿细密画。收藏于沃尔特斯艺术博物馆。

《莱拉和玛吉努》（阿拉伯语：مجنون لیلی）是一个源自古代阿拉伯的短篇爱情故事，后由波斯诗人尼扎米（Nizami)改写为稍长篇的故事并闻名于世，曾被多次拍成电影。这个故事以古诗人凯斯·伊本·阿-穆劳瓦(Qays ibn al-Mulawwah)的爱情故事为原型，曾列入内扎米的长篇叙事诗《五卷诗集》("Khamsa")中。
凯斯·阿梅利从小便与莱拉相识相恋。但当他们长大后，莱拉的父亲不允许他们在一起。凯斯醉心于莱拉，以至于后来邻友们用“痴”("Majnun")来描述他。在多数版本的描述中，他们在被分开后就再也没有再见过面。但双方一直到离世前，都还牵挂着对方。
早在内扎米加工并收录入书之前，这个传奇故事就以轶闻的形式已流传于阿拉伯。有关玛吉努的早期轶闻和口头传闻可见于《诗歌集成》和伊本·古泰拜所著《al-Shi'r wal-Shu'ara》中的记载。原先的故事非常短，情节发展不多，与现在的版本差别很大。
内扎米的作品曾引起一阵仿写此类故事的热潮，但其中也有一些是高原创度的作品，如阿尔米·库斯罗写于1299年的《玛吉努和莱利》("Majnun o Leyli")及内杰米写于1484年的同名作品。另外还有由马克塔比·希拉兹(Maktabi Shirazi)和海特菲分别写的2部作品，这2部作品流行于奥斯曼土耳其和印度。威廉·琼斯曾于1788年在加尔各答出版过海特菲的作品。在内扎米的版本出现以前，莱拉与玛吉努的故事只在迪完式个人短篇诗集中被很少提及；而在内扎米的版本出现后，2位故事人物在各类玛斯纳维式诗歌中被提及的次数都大幅增加。自12世纪起，关于那对情侣的传说的版本越来越多。神话学者也加入其中，创作了许多有关他们的故事以阐述如“淡化自我”、“为爱痴狂”("divānagi")及“克己忘我”一类的神学概念。内扎米的作品已被译为多种语言。
“凯斯”或译为“盖斯”，“玛吉努”也译为“马季农”，而“莱拉”也译为“莱伊拉”。

## 故事内容
玛吉努(也就是凯斯)爱上了莱拉。玛吉努为表达自己的爱开始为莱拉写诗，反复提及她的名字。他以极度忘我的心态追求女孩使当地居民为他取了“玛吉努”(Majnun)这样一个意为“痴男”的称呼。当他向莱拉提亲时，她的父亲以将女儿嫁给一个头脑过度发热的人会丢脸为理由，拒绝了这一门亲事。不久后，莱拉被嫁给了另一个人。
当玛吉努听到她成婚的消息时，他从族人的营地中悄悄溜了出来，然后一个人郁闷地绕着附近的沙漠不断徘徊。当他的家人最终放弃了期盼他能回家的希望后，就在野地里留了一些食物给他。人们有时能看到他一个人在野外吟诵诗歌或是用木棍在沙中写字。
莱拉在故事中多被描述为和丈夫移居到了阿拉伯北部地区。她后来染了病，并最终死去。在有些版本的故事中，莱拉是因不能见到自己的心上人而心碎致死的。后来到了688年，玛吉努也被人们发现死于荒野，而且死亡的地点也临近莱拉的墓。他在莱拉的墓上刻下了3首诗，这也是他流传于世的最后3首诗歌。
在他变得痴狂和死亡之间，还曾有许多小的插曲发生。而他的多数传世诗篇都是在他逐渐陷入痴狂之前所作的。
|  | 我行经过这面墙，莱拉家的墙 我亲亲地吻着它 夺走我心的可不是这座房子 而是住在里面的某个她 (أَمُرُّ عَلى الدِيارِ دِيارِ لَيلى أُقَبِّلَ ذا الجِدارَ وَذا الجِدارا وَما حُبُّ الدِيارِ شَغَفنَ قَلبي وَلَكِن حُبُّ مَن سَكَنَ الدِيارا) |

与《罗密欧与朱丽叶》的故事相似，这也是一个关于至死不渝之爱的悲剧故事。因所讲述的情人间从未结婚或发生过性关系，这类故事也被称作“纯洁之爱”("Virgin Love")。同样发生于沙特阿拉伯的类似纯洁爱恋故事还有《凯斯和鲁卜娜》("Qays and Lubna"), 《库塔尔和阿萨》("Kuthair and Azza")、《玛娃和阿·玛吉努·阿·法郎西》、《安塔拉和阿布拉》和《伊凡和祖比》("Irfan and Zoobi")。其中的文学形象世界闻名，而且特别常见于一些如乌尔都和加扎勒等一类南亚的穆斯林文学作品中。

## 历史和影响

### 波斯改版

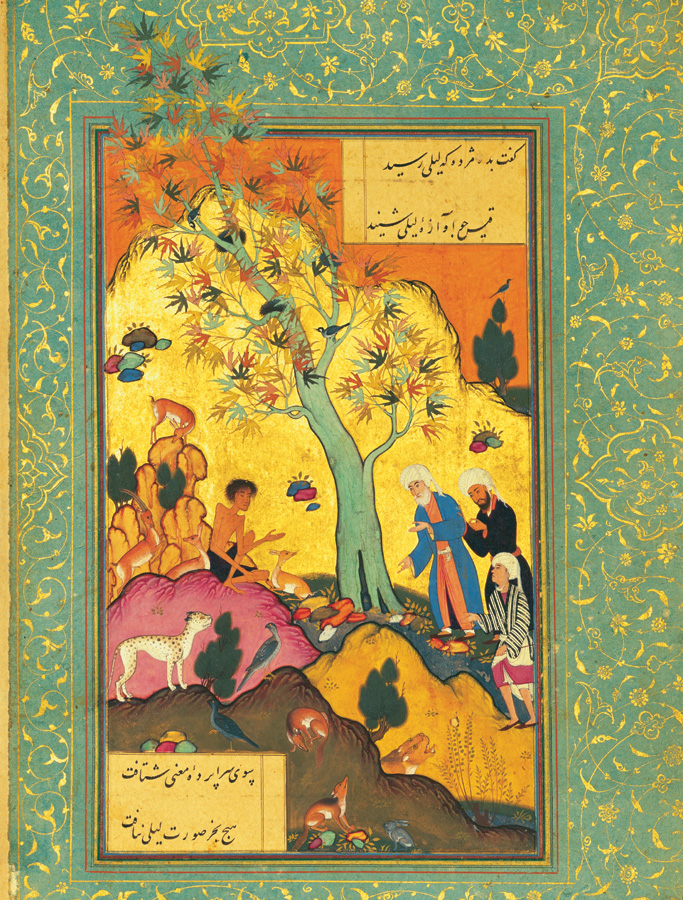
荒野里的玛吉努。

这个故事传入波斯后，随即成为波斯民间传说的一部分。故事流传到波斯的时间至少可以追溯到鲁达基和巴巴·塔赫2人所在的时代，因为他们都曾提及过这个故事。
尽管早在12世纪这个故事就已见于一些波斯文学作品，但直到尼扎米将其戏剧化处理后，这个故事才最终成为一部波斯文学名作。尼扎米广泛收集了有关玛吉努的各种世俗故事和神话故事，将这对情侣的传奇故事丰满而生动地呈现在读者面前。尼扎米所塑造的人物形象和故事框架非常成功，后世的不少波斯诗人都受到了此作品的影响，仿写出了各种不同的版本。尼扎米使用了多种源自本地爱情故事(Udhrite love poetry)的人物性格刻画方式，他将这些元素灵活地搬运进作品中，使作品焕发出一种独具他个人笔法特色的波斯文艺味。在对诗歌进行波斯文学化的处理过程中，他加入了许多波斯史诗的传统元素，如“形象的塑造方式、人物间的关系设定以及时间和背景的描述方式等”。
在他的改版里，年轻的恋人在学校相识，后又不顾一切地爱上对方。但是，因为家族的不合，他们无法在正常场合下见面。而且莱拉的家长也计划将她嫁给另一个人。
根据鲁道夫·盖普克(Rudolf Gelpke)的说法：“很多后辈诗人都在模仿尼扎米的作品，即使他们知道自己的作品无法到达同样的高度，更无法超过他；波斯、土耳、印度...相关作品主要出自这些地方。波斯学者哈克马特(Hekmat)曾列出不少于40部的波斯作品和13部土耳其作品。”而根据瓦伊德·达斯特哥第的说法，“如果有人愿意把世界上所有的图书馆翻个遍，他也许会找到和莱拉与玛吉努相似的超过一千个版本的故事。”。
哈散·杜法卡利(Ḥasan Ḏulfaqāri)在一项关于波斯知名爱情故事的统计学调查中，列举了伊朗文化中最知名的59个与之相关的爱情故事。紧随其后的是《霍斯勞和席琳》，有51个版本；《余苏弗和组蕾卡》有22个版本；《Vāmeq oʿAḏrāʾ》则有16个版本。

### 阿塞拜疆改版

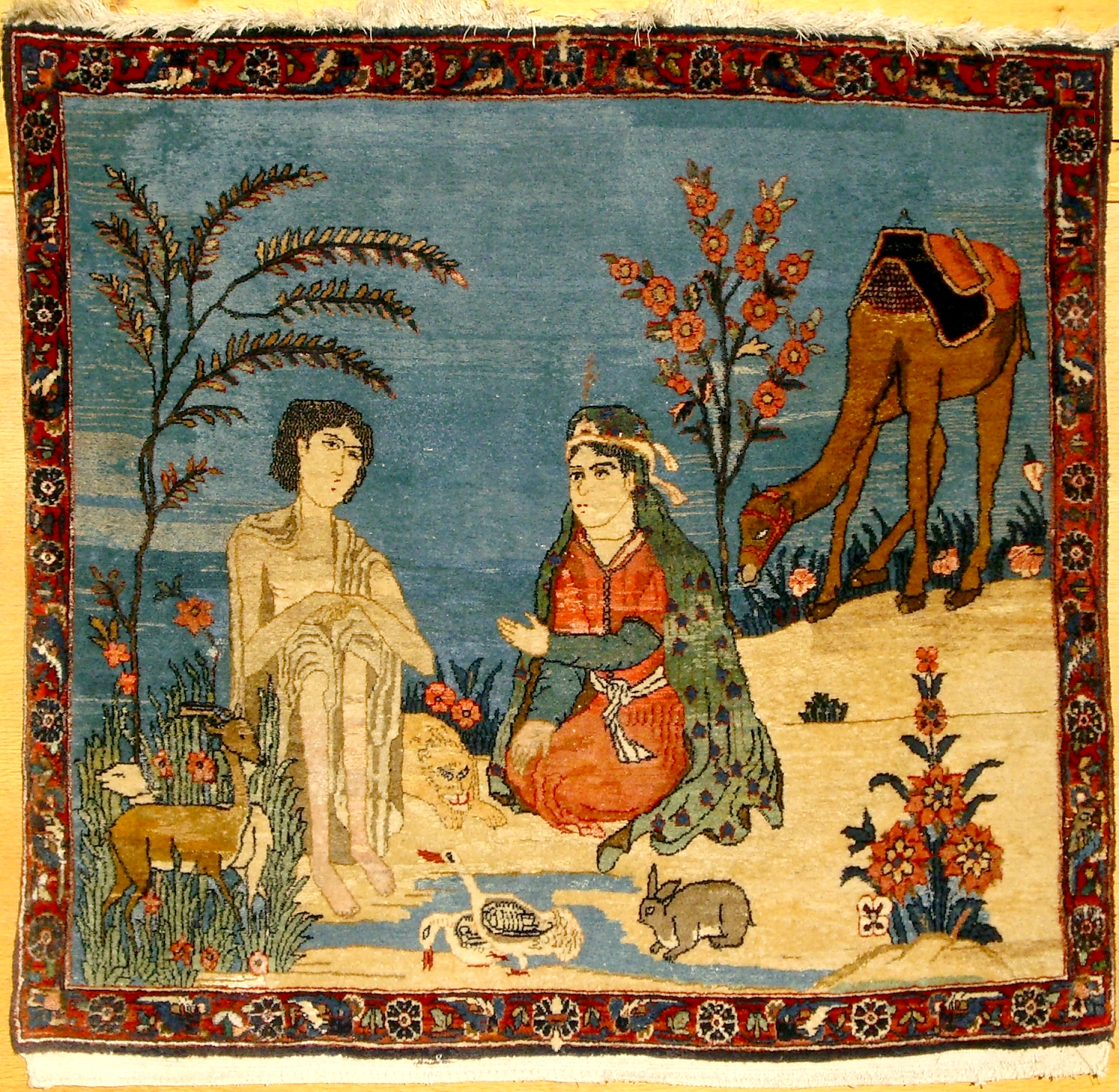
基于尼扎米版本的“莱拉与玛吉努”故事所创作的阿塞拜疆艺术。

莱拉和玛吉努的故事也进入了阿塞拜疆文学。故事的阿塞拜疆语版本《Dâstân-ı Leylî vü Mecnûn》("داستان ليلى و مجنون","莱拉与玛吉努的传奇")由富祖里和哈格里·塔比兹(Hagiri Tabrizi)写于16世纪。富祖里的版本后被知名阿塞拜疆作家于泽尔·哈策贝育夫采用, 他用其中的材料创作了中东第一部戏剧。这部戏于1908年1月25日在巴库首演。故事在更早一些的19世纪曾被搬上过舞台，埃及诗人艾哈迈德·邵基曾写过一部关于此悲剧的诗歌剧目，该作品现在仍被视为一部阿拉伯诗歌的佳作。剧中为玛吉努创作的台词与玛吉努他本人写的诗歌有时混杂在一起，观众容易混淆。
诗歌中的一个场景曾被刻入为纪念富祖里诞辰500年所发行的50元和100元两种币值的阿塞拜疆马纳特纪念币的背面。

## 其它影响
传说的持久流行度也影响了中东文学，尤其是对于一些苏菲派作家而言，在他们的作品中，“莱拉”有时被用作他们所说的“挚爱”这个概念的代名词。原版故事也见于巴哈欧拉的神学著作《七谷经》。在阿拉伯语中，“莱拉”意为“夜晚”，也被认为有“在夜晚工作的人”之意。这是对悲情恋人的一个比喻，因为他们的爱恋关系必须对外人保密，不能被众人所知晓。在阿拉伯语中，“玛吉努”则意为“疯人”。除了在给人物起名时巧妙地利用了名字的字面内涵外，故事也至少还提供了另一个语言学的贡献，它衍伸出了一句土耳其语俗语：“感觉像玛吉努一样”就是说感觉自己被完全迷倒了，言下之意即为这个人陷入了疯狂的热恋。
艾萨克·迪斯雷利曾将此诗篇翻译成英文，以方便更多的人可以欣赏到这个故事。
阿莱斯特·克劳利曾在许多宗教类文集中提及莱拉，其中最有名的可能就是《谎言之书》。
而在印度，人们相信莱拉和玛吉努在他们去世前又曾再次相逢，并在拉贾斯坦邦寻找到了一处避难所。印度西北部有一座莱拉和玛吉努之墓据称就是这对恋人的合葬之地。该墓位于靠近冈格阿纳加尔县城阿努普加尔镇的一个叫做巴基诺(Bijnore)的小村庄。根据当地乡村的传说，莱拉和玛吉努逃离到了世界的这个角落，相守在一起，直到离世。尽管该地没有条件提供足够多的过夜住宿服务，但每年6月都还会有上百对来自印度和巴基斯坦的新婚夫妇和恋人，来到这里参加为期2日的庆祝活动。
一些版本的传说中描述莱拉和玛吉努在学校相识。玛吉努爱上了莱拉，并为之神魂颠倒。校长因为玛吉努把心思用在莱拉身上而非放在学业之上而责打过他。然而，由于某种神奇的作用，当玛吉努被打受伤时，莱拉也会流血。消息传到家里时，他们的家庭开始不和。自从少年时代别离以后，莱拉和玛吉努又在青年时代相逢。莱拉的兄弟塔布勒兹不愿让莱拉嫁给玛吉努以使家庭蒙羞。塔布勒兹和玛吉努发生了激烈的争吵；由于一时冲动，玛吉努杀死了塔布勒兹。消息传开后，玛吉努被捕了。他被判将会被村民以石头砸死的极刑。而莱拉则无法承受这种结果，愿意选择嫁給他人，以使玛吉努被改为流放，而免遭极刑。莱拉成婚后一直还是爱着玛吉努。听到这些，莱拉的丈夫骑上马和手下的人一起前去沙漠寻找玛吉努。他向玛吉努提出单挑一决生死的要求。据说莱拉丈夫的剑刺穿了玛吉努的心，在家中的莱拉一听到消息，精神就完全崩溃了。据说莱拉和玛吉努后来被葬在一起，她的丈夫和父亲祝愿他们在来生能有一段幸福的生活。而神话中则传说，莱拉和玛吉努在天堂重逢了，他们在那里相爱直到永远。

## 流行文化
英国音乐家Eric Clapton以此为灵感创作了《Layla》。用莱拉代指自己的爱人。